# Cervara di Roma
Cervara di Roma är en ort och kommun i storstadsregionen Rom, innan 2015 provinsen Rom, i regionen Lazio i Italien. Kommunen hade 436 invånare (2018).